# Дружинин, Геннадий Михайлович
Геннадий Михайлович Дружинин (1951—2019) — судебный эксперт-криминалист, ученый, директор Донецкого института судебных экспертиз (1983—2014).

## Биография
Геннадий Михайлович Дружинин родился 28 октября 1951 года в Донецке. 
В 1974 году закончил Донецкий государственный университет по специальности «физик».
Сразу же после окончания университета, Г. М. Дружинин связывает свою будущее карьеру с судебной экспертизой и устраивается работать в Донецкое отделение Харьковского НИИ судебных экспертиз имени Засл. проф. Н. С. Бокариуса, где проходит путь младшего научного сотрудника, старшего судебного эксперта, старшего научного сотрудника.
Приказом Министра юстиции УССР № 248 от 24.10.1983 Г. М. Дружинин назначен на должность заведующего отделением Донецкого отделения ХНИИСЭ.
С его участием и под его руководством в 1970-х годах создавались первые экспертные подразделения будущего института — судебной баллистики, трасологии, технической экспертизы документов, биологии, почерка, автотехники.
В 1995 году Донецкое отделение ХНИИСЭ становится самостоятельным научно-исследовательским институтом, директором которого назначен Г. М. Дружинин (Приказ Министра юстиции Украины № 58/6 от 21.02.1995).
Вплоть до конца 2014 года Г. М. Дружинин был директором Донецкого НИИ судебных экспертиз, то есть фактически осуществлял руководство институтом более 30 лет.

## Научная деятельность
Имеет около 50 научных работ в области криминалистики, судебной экспертизы и экспериментальной физики, соавтор монографии, технического словаря, 2-х авторских свидетельств.
Среди них:
1. Дружинин Г. М. Проблемы экологии и необходимость развития судебно-экологической экспертизы / Г. М. Дружинин, Л. Г. Бордюгов, А. А. Крупка, Ю. А. Кривченко, Л. Е. Дузь // Криминалистика и судебная экспертиза: между ведом. науч.-метод. сб / Мин-во юстиции Украины; [редкол.: И. И. Емельянова (отв. ред.) и др.]. — К., 2008. — Вып. 54. — С. 233—240.

## Экспертная деятельность
Геннадий Михайлович Дружинин — судебный эксперт высшего класса.
Во времена своей трудовой деятельности был аттестован и зарегистрирован в Реестре аттестованных судебных экспертов, имел допуски на проведение судебных экспертиз и исследований по следующим направлениям:
— баллистическая экспертиза (исследование огнестрельного оружия и следов его составляющих деталей; исследование боеприпасов и следов выстрела; исследование ситуационных обстоятельств выстрела);
— трасологическая экспертиза (исследование следов человека; исследование орудий, агрегатов, инструментов, холодного оружия и оставленных ими следов, идентификация целого по частям; криминалистическое исследование транспортных средств; исследования идентификационных номеров и рельефных знаков);
— экспертиза материалов, веществ и изделий (исследование лакокрасочных материалов и покрытий).
Им проведено около 2-х тысяч судебно-баллистических и трасологических экспертиз в различных сферах судопроизводства.

## Награды
Дружинин Г. М. награжден Почетной грамотой Кабинета министров Украины (№ 13642, от 22 августа 2007), знаками отличия Министерства юстиции «За заслуги», «За заслуги в развитии судебной экспертизы», МВД «15 лет МВД Украины», «За содействие противодействию правонарушениям в детском среде», грамотами Министерства юстиции СССР и Министерства юстиции Украины.
25.04.2000р. избран действительным членом Украинской Технологической Академии по отделению «Технология информатики, инженерных сетей жизнеобеспечения».